# Kerk van Strijland

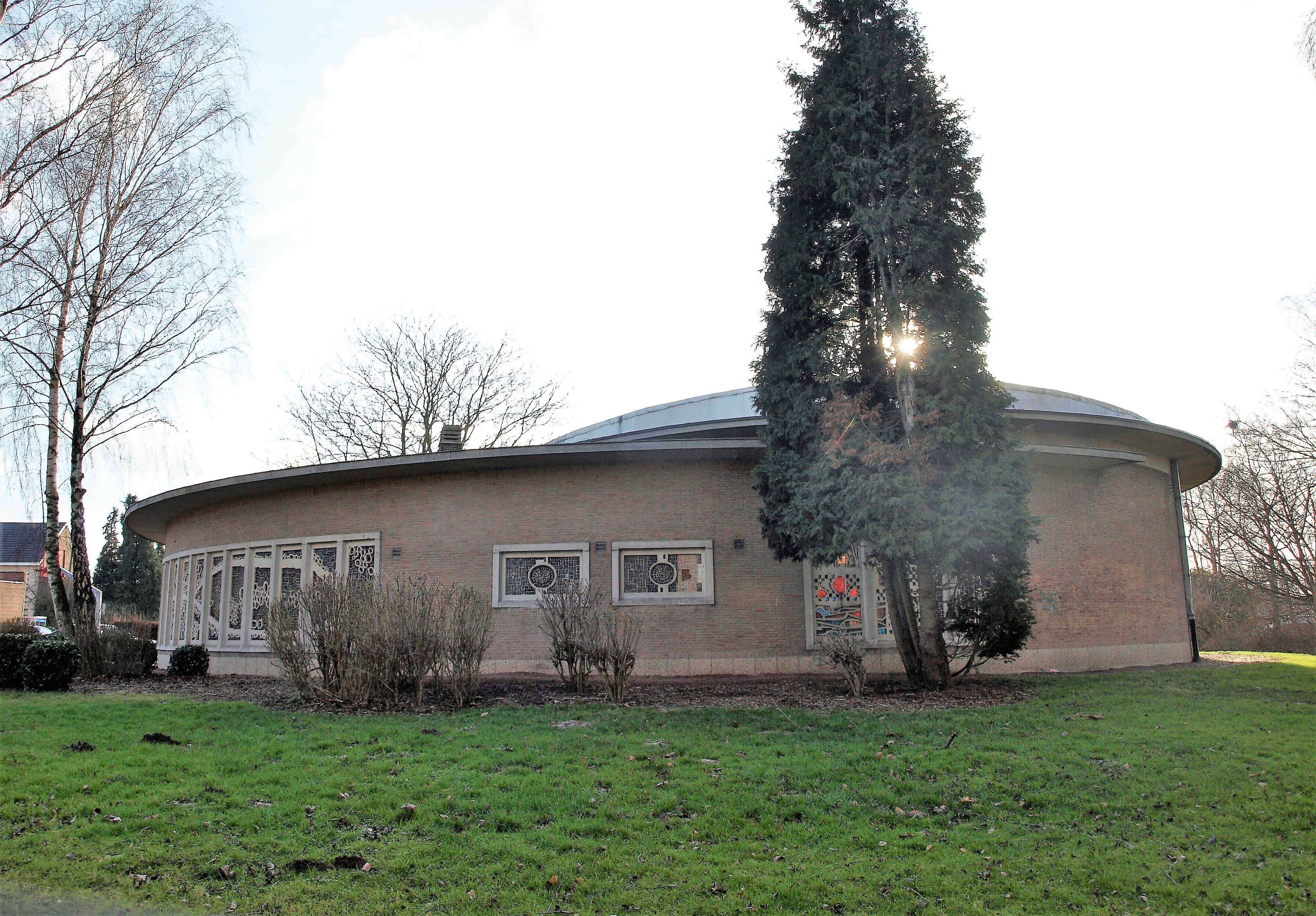
Kerk Strijland. Foto: Els Van der Hoeven (2011)

De kerk van Strijland is een cirkelvormig, hedendaags gebouw en is gelokaliseerd in de Strijlandstraat 61 in Strijland, een gehucht ten westen van het centrum van Gooik in het Pajottenland.

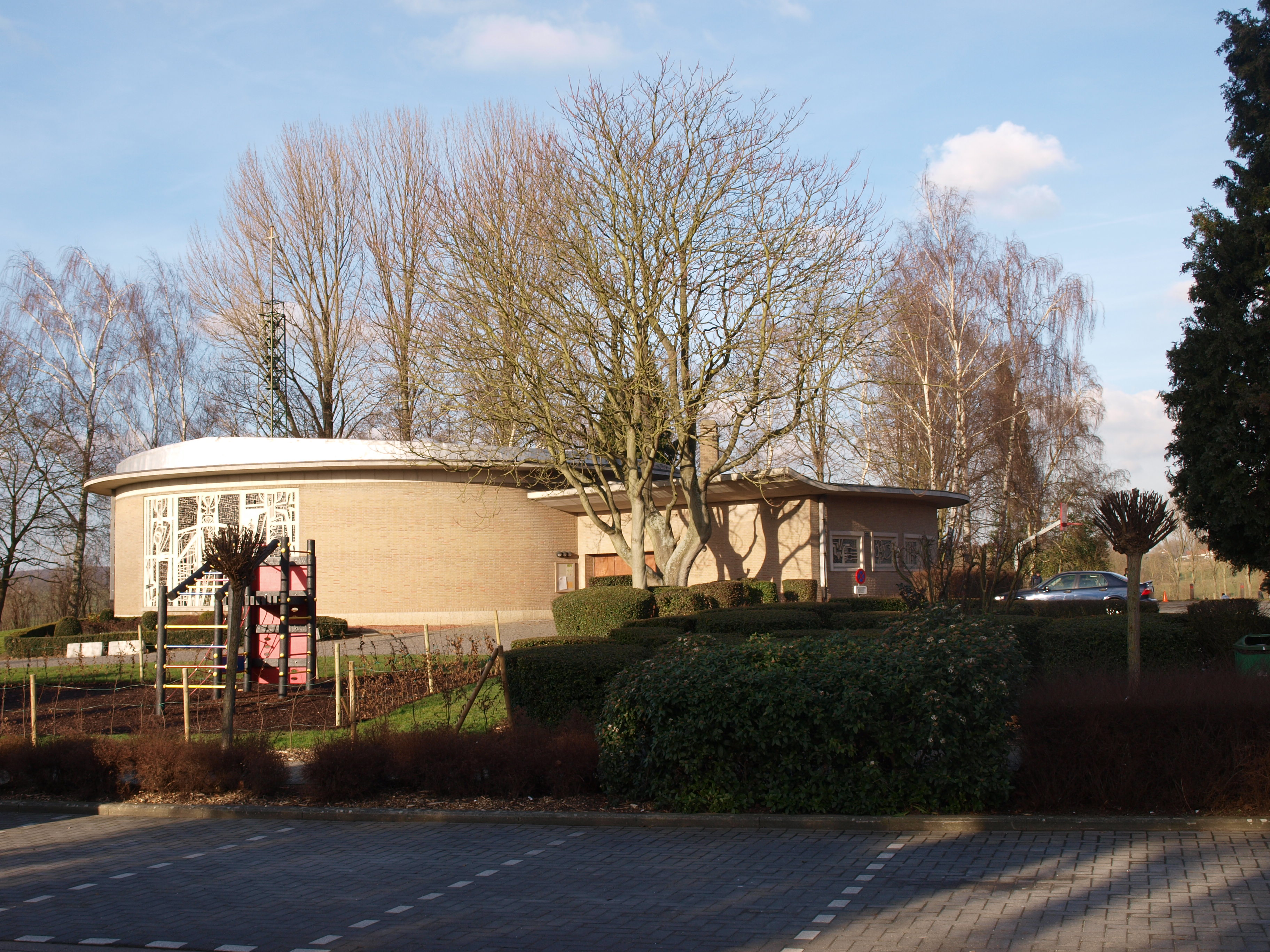
Kerk Strijland. Foto: Els Van der Hoeven (2011)

De kerk is gewijd aan Onze-Lieve-Vrouw van Goede Bijstand. De kerk heeft zowel een sacrale als culturele functie. Naast de vieringen doet de kerk voornamelijk dienst als cultuurzaal voor voorstellingen en evenementen. In het gebouw kunnen ongeveer 400 mensen zitten en deelnemen aan gespreksavonden, lezingen of luisteren naar een concert. Enkel in de kerken van Gooik en Oetingen blijven erediensten de hoofdactiviteit.  
Het bredere gebruik levert de kerkraad extra inkomsten op die worden geïnvesteerd in de verdere modernisatie van de kerk waardoor ze ook aangepast wordt aan de hedendaagse normen.